# Liste der Monuments historiques in Sornéville
Die Liste der Monuments historiques in Sornéville führt die Monuments historiques in der französischen Gemeinde Sornéville auf.

## Liste der Objekte
| Bezeichnung              | Beschreibung                                                                   | Standort                       | Kennzeichnung | Schutzstatus | Datum | Bild |
| ------------------------ | ------------------------------------------------------------------------------ | ------------------------------ | ------------- | ------------ | ----- | ---- |
| Gemälde Erzengel Michael | Ölfarbe auf Leinwand, erstes Drittel des 17. Jahrhunderts, von Rémond Constant | in der Kirche St-Martin (Lage) | PM54000852    | Classé       | 1975  |      |